# Paracapnia opis
Paracapnia opis är en bäcksländeart som först beskrevs av Newman 1839.  Paracapnia opis ingår i släktet Paracapnia och familjen småbäcksländor. Inga underarter finns listade i Catalogue of Life.